# La caja (pel·lícula de 2021)
La caja  és una pel·lícula de drama i thriller dirigida per Lorenzo Vigas que es va estrenar a la 78a Mostra Internacional de Cinema de Venècia  al setembre de 2021. La caja va ser presentada per Veneçuela com a candidata a la Premis Oscar de 2022 a la Millor Pel·lícula Internacional.

## Argument
Hatzín viu amb la seva àvia a la Ciutat de Mèxic. Es diu que el seu pare Esteban, qui va morir en un accident miner, és una de les persones els cossos de les quals van ser exhumats recentment en el nord del país. Així que l'adolescent va allí només amb tren per a recollir les restes mortals. Després de presentar els documents necessaris i signar els papers, Hatzín rep una cèdula d'identitat trobada amb el cos i una caixa metàl·lica rectangular d'uns 60 cm de llarg que conté les restes del seu pare. Hatzín roman impertorbable i li assegura a la seva àvia per telèfon que està bé.
Mentre torna l'endemà, Hatzín veu a través de la finestra de l'autobús a un home al carrer que s'assembla molt a la foto en la targeta d'identificació del seu pare. Però quan baixa de l'autobús i parla amb ell, el desconegut es presenta com Mario Enderle. No obstant això, pel fet que Hatzín encara està convençut que l'home és el seu pare, comença a aguaitar-lo. Al principi Mario vol desfer-se d'ell, però aviat renúncia a la seva resistència per la determinació de Hatzín. Mario treballa com a procurador de mà d'obra per a les fàbriques de la zona. Ho porta amb ell en els seus recorreguts diaris, i Hatzín experimenta una persona solidària que proporciona roba contra el fred als treballadors de manera gratuïta. Mario li encomana a Hatzín documentar la quantitat de treballadors reclutats i verificar que se'ls pagui adequadament a les fàbriques.
Quan Mario té la tasca de trobar 1500 treballadors per a una nova fàbrica, Hatzín es converteix en un membre indispensable del seu petit equip i el deixa mudar-se amb ell i la seva esposa embarassada. Quan Hatzín crida a la seva àvia, li assegura que tot està bé, però el seu treball moltes vegades va més enllà dels límits morals. No obstant això, deixa a un costat les seves preocupacions i ajuda a Mario a trobar a aquestes persones desesperades per a treballar a les fàbriques que no veuen una altra manera de mantenir a les seves famílies. Mantenen als treballadors en la foscor sobre les dures condicions allí.

## Producció

### Equip de filmació i elenc

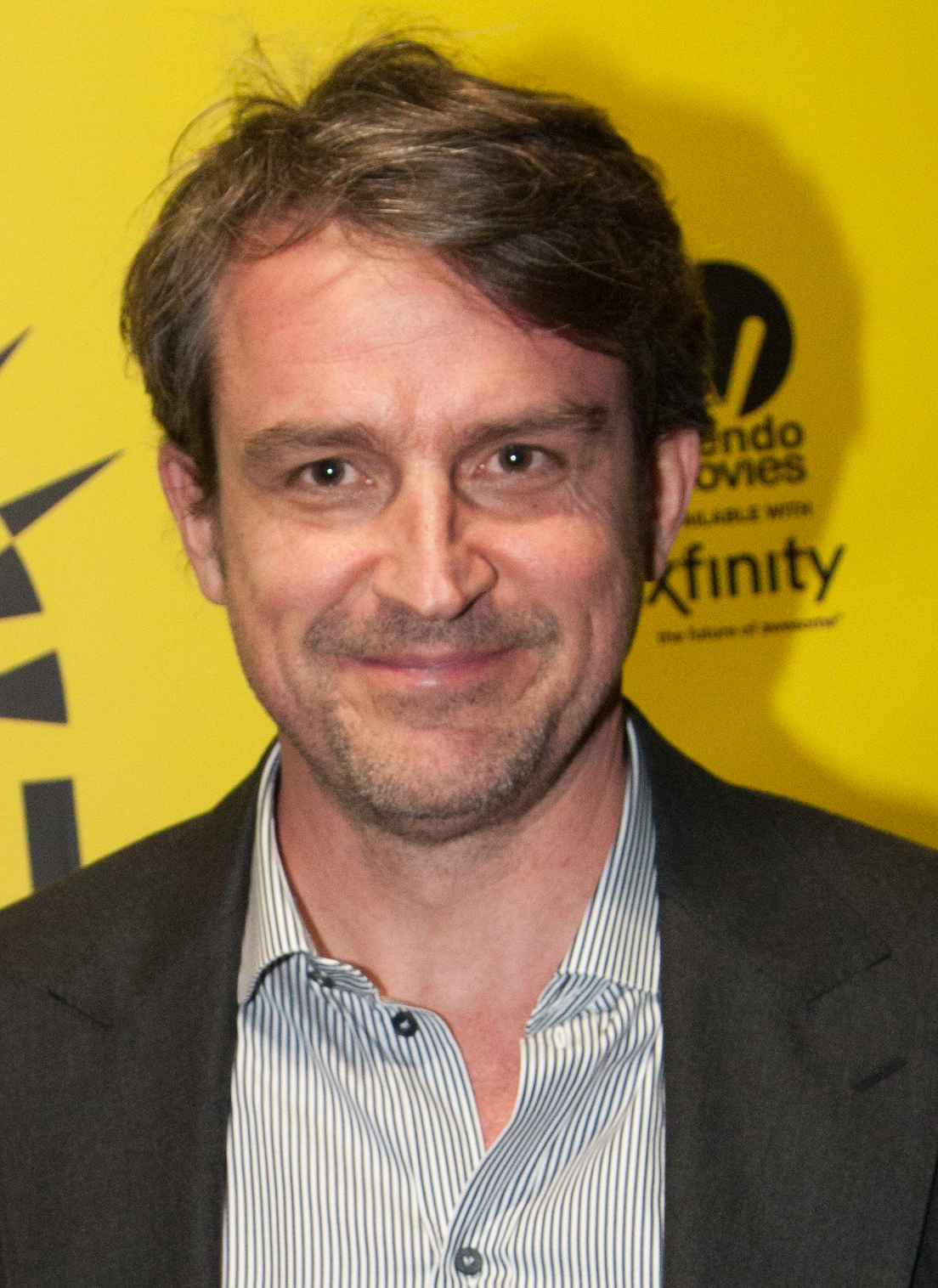
Lorenzo Vigas, el director de La caja

Va ser dirigida pel veneçolà Lorenzo Vigas, qui també coescribió el guió amb Paula Markovitch. La caja és la part final d'una trilogia de Bigues sobre la relació entre pares i fills a Amèrica Llatina. De la primera part, el curtmetratge Los elefantes nunca olvidan,  se n'havia desenvolupat la segona part, la seva òpera prima Desde allá. Tant a Mèxic com a la resta de Llatinoamèrica existeixen innombrables famílies fragmentades en les quals la falta d'una figura paterna correspon a la realitat de vida que moltes vegades es pot observar, diu Vigas. Molts joves són modelats per aquesta absència a mesura que creixen, encara que la figura paterna defineix fonamentalment a un individu. No és casualitat que a Amèrica Llatina, on fenòmens com el peronisme o el chavisme han deixat tan profundes petjades socials, polítiques i humanes, la figura d'un líder, des del punt de vista psicològic, cerca omplir aquest buit creat per un pare absent.
El jove actor Hatzín Navarrete debuta com a actor en el paper de Hatzín Leyva. Hernán Mendoza interpreta a Mario Enderle, a qui Hatzín es nega a creure que no sigui el seu pare. Cristina Zulueta interpreta a Norita, la seva dona embarassada.

### Rodatge
La pel·lícula va ser filmada a l'àrea de Chihuahua, on centenars de fàbriques de propietat estrangera que fabriquen roba i productes barats es troben a l'altre costat de la frontera amb els Estats Units. Conegudes com maquiles, aquestes han convertit a Mèxic en un important exportador, però a costa dels seus treballadors pobres i sense educació, molts dels quals treballen en tallers clandestins per salaris ínfims. L'accés a aquestes maquiles va ser el major desafiament durant el rodatge, va dir Bigues. L'equip de producció va passar gairebé un any tractant de trobar una maquila que hi permetés filmar. Finalment, van rebre l'aprovació en una fàbrica que va haver de tancar a causa de la fallida. El director de fotografia fou Sergio Armstrong, qui anteriorment havia treballat per Pablo Larraín i va filmar La caja en pel·lícula de 35 mm.

### Llançament
L'estrena va tenir lloc el 6 de setembre de 2021 en la 78a Mostra Internacional de Cinema de Venècia. També al setembre de 2021 es va projectar en el Festival Internacional de Cinema de Toronto. A la fi de gener, principis de febrer de 2022 es va presentar en el Festival Internacional de Cinema de Göteborg. Es va projectar en el Festival Internacional de Cinema de San Francisco a fins d'abril de 2022. Es va presentar al Festival de Cinema de Munic a la fi de juny de 2022 i es va projectar en la secció Horizons del Festival Internacional de Cinema de Karlovy Vary a començaments de juliol de 2022 A fins de juliol de 2022, la pel·lícula es va presentar en el Festival Internacional de Cinema New Horizons i a l'agost de 2022 en el Festival Internacional de Cinema d'Hong Kong.

## Recepció

### Recepció crítica
En el lloc web dd l'agregador de ressenyes Rotten Tomatoes, té un índex d'aprovació de 88% segons 17 ressenyes, amb un mitjana ponderada de 6.4/10.

### Reconeixements
La caja va ser presentada per Veneçuela com a candidata als Premis Oscar en la categoria Millor Pel·lícula Internacional. A continuació es mostra una selecció d'altres premis i nominacions.
Festival Internacional de Cinema de Tessalònica 2021
- Premi Especial del Jurat a la Millor Direcció– Alejandro de Bronce (Lorenzo Vigas)[17]

78a Mostra Internacional de Cinema de Venècia
- Nominat al Lleó d'Or
- Guardonat amb el Premi Leoncino d'Or "Cinema per a uNICEF"
- Guardonat amb el Premi Sfera 1932[8]

Festival de Cinema de Miami 2022
- Nominat al Premi Cavaller Marimbes
- Esment d'Honor (Haztin Navarrete)[18][19]

Festival Internacional de Cinema de Palm Springs 2022
- Nominació al Premi Iberoamericà (Lorenzo Vigas)[20]

Festival Internacional de Cinema de San Francisco 2022
- Nominació en la Competència Cine Latino[21]

Festival Internacional de Cinema de Sant Sebastià 2021
- Nominació Premi Horizontes (Lorenzo Vigas)

Festival de Cinema de Sidney 2022
- Nominació en la competència principal[22]